# 헤르츠베르크 암 하르츠

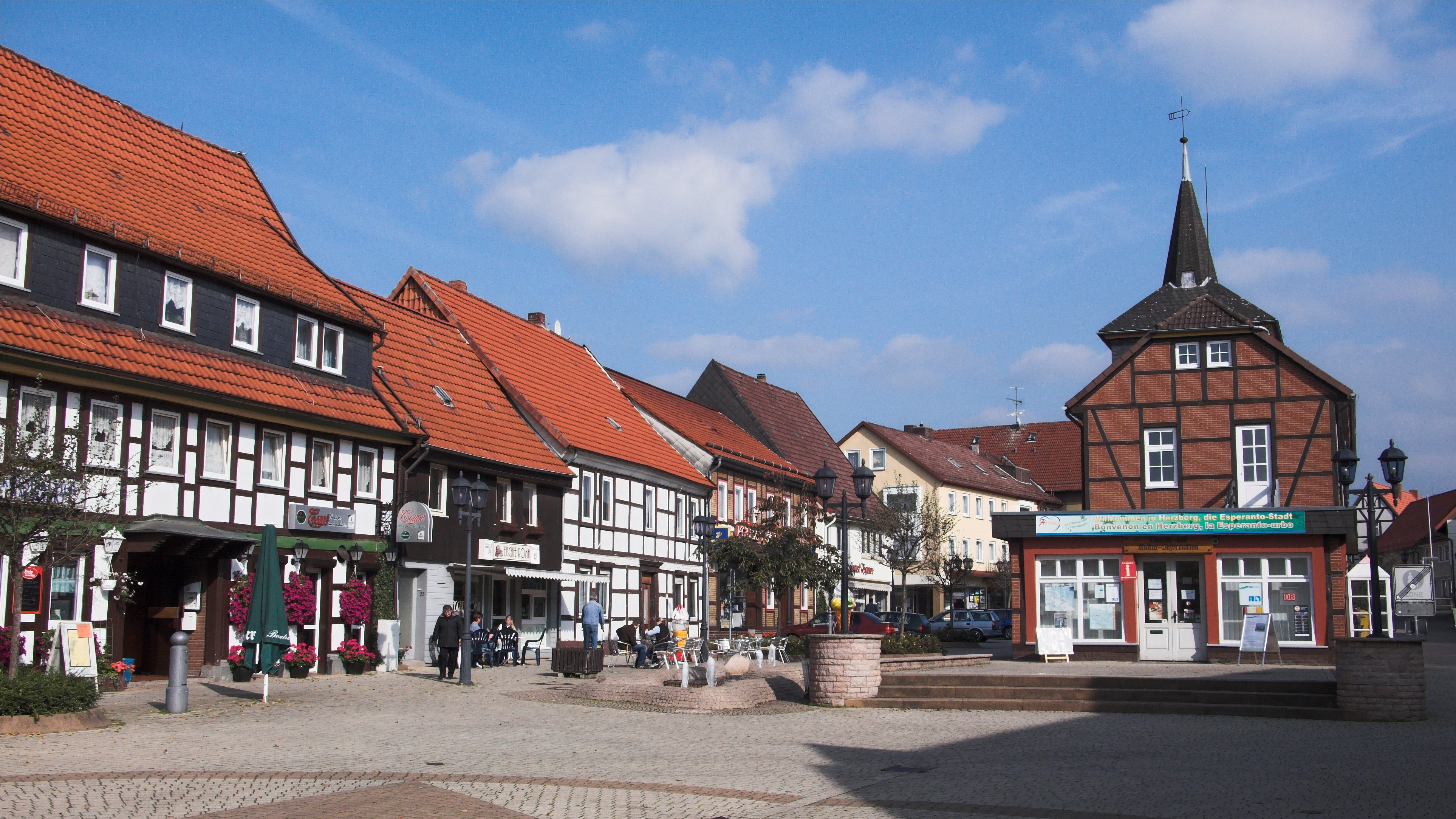

헤르츠베르크 암 하르츠(Herzberg am Harz) 독일 니더작센 주 오스터로더 구역의 시이다.

## 역사
헤르츠베르크 성은 1154년에 건설되었다. 이 지역은 그룬즈하겐 공국의 일원이었으며, 그룬즈하겐 공의 거주지로 사용되었다. 이 지역은 1929년에 시로 지정되었다.

## 경제
주조, 금속가공, 농기계 제조,부츠생산 등이 주요 산업이다.

## 에스페란토와의 관계
헤르츠베르크 시에는 에스페란토 운동을 촉진하고 에스페란토 도시로서 관광 자원을 특화하기 위해 세워진 헤르츠베르크 (에스페란토) 문화센터(Interkultura Centro Herzberg)가 자리잡고 있다. 2006년에 시 의회는 이 도시를 die Esperanto-Stadt(에스페란토 도시)로 선포하고 시의 모든 공공안내판에 독일어와 에스페란토 두가지 말로 쓰고 있으며, 헤르츠베르크 문화센터에서 여러나라 젊은이들이 참여할 수 있는 에스페란토 연수 프로그램을 열고 있다.